# Canal+ (Spanien)
Canal+ (bis zum 11. Oktober 2011 Digital+) war ein spanischer Pay-TV-Anbieter. Das Programm wird über die Satelliten Astra 19,2 Grad Ost und Hispasat 30 Grad West ausgestrahlt. Verschlüsselt wurde das Programm über Nagravision 3 von dem Schweizer Unternehmen Kudelski Group.
Der Anbieter entstand nach einer Fusion von Canal Satelite Digital und Via Digital. Am 8. Juli 2015 wurde der Anbieter von Movistar Plus+ ersetzt.